# Oldsmobile
Pour les articles homonymes, voir Olds.
Oldsmobile est une firme automobile américaine fondée en 1897 par Ransom Eli Olds, basée à Lansing dans le Michigan et en activité jusqu'en 2004. Durant ses 107 ans d'existence, Oldsmobile a produit 35,2 millions d'automobiles.

## Histoire

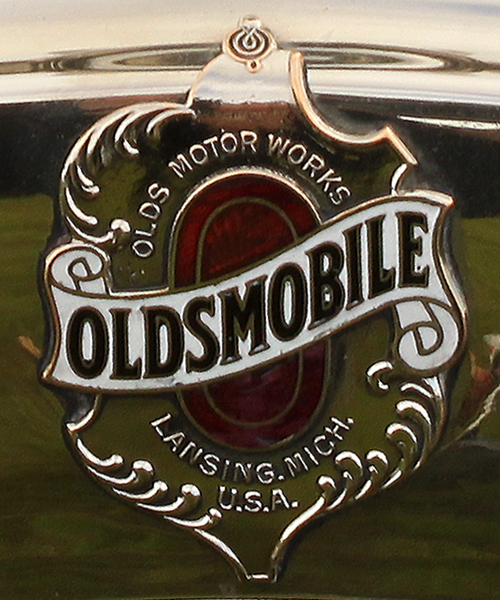
Le premier logo de la marque.

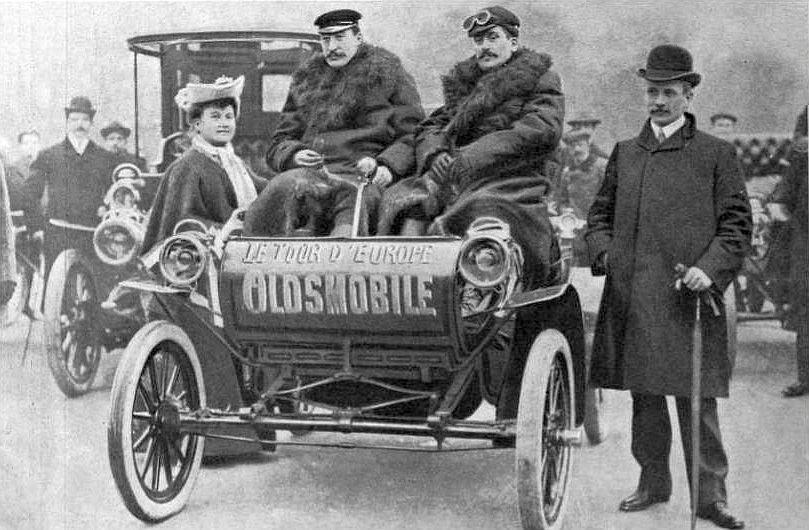
Départ du Tour d'Europe de Maurice Fournier, sur Oldsmobile en novembre 1904.

Fondée en 1897 et d'abord nommée « Olds Motor Vehicle Company », l'entreprise présente son premier modèle, la Curved Dash, en 1901, puis devient la première marque automobile des États-Unis en termes de ventes avant d'être rachetée par General Motors en 1908.
En 1910 sort la Limited Touring, une berline luxueuse qui ne sera produite que durant trois ans et sera vendue à 725 exemplaires.
En 1918 la Model-37, première « closed-top car » de la marque, rencontre un certain succès, profitant de la création d'un grand groupe automobile fusionné avec Chevrolet.
Dans les années 1920, Oldsmobile continue à se développer et devient en 1937 un pionnier de la transmission en présentant la transmission automatique à quatre vitesses (Automatic Safety Transmission) avant de devenir au début des années 1940 le premier constructeur automobile à proposer une transmission totalement automatique nommée « Hydramatic ».
Durant la Seconde Guerre mondiale, Oldsmobile fabrique du matériel militaire, notamment des armes. En 1949, la firme fait une nouvelle fois figure de pionnière en présentant un moteur puissant et moderne : le Oldsmobile V8 Engine, également appelé « Rocket Engine » et produit jusqu'au début des années 1990 au gré de modifications.
Durant toute la décennie 1950, le succès d'Oldsmobile ne se dément pas. Toutefois l'arrivée de Virgil Exner à la tête du design chez Chrysler fait perdre du terrain à GM en matière d'esthétique. En 1957, toute la gamme Oldsmobile est restylée.
Dans les années 1960, l'image et la position d'Oldsmobile au sein du groupe General Motors commencent à se dégrader. En 1962 le turbocompresseur fait son apparition (sous le nom de « Turbo Jetfire »), et en 1964 sont présentés le break Vista Cruiser et la muscle car Oldsmobile 442. 1966 voit l'apparition du coupé Toronado.
Au cours des années 1970, Oldsmobile continue à connaitre un certain succès : en 1976, la Cutlass devient la voiture la plus vendue d'Amérique du Nord et Oldsmobile prend la troisième place du hit-parade des ventes, derrière Chevrolet et Ford.
Après de nouveaux succès dans les années 1980 (en 1987, l'Oldsmobile Aerotech équipée du moteur Oldsmobile Quad 4, quatre cylindres et seize soupapes, bat un record de vitesse), Oldsmobile connait une grande régression au début des années 1990 : les ventes s'effondrent ; les innovations technologiques de GM ne profitent plus à la marque ; la gamme ne compte bientôt plus que des modèles Chevrolet et Pontiac rebadgés et renommés. De plus, Oldsmobile continue à perdre son image de marque. L'Aurora, lancée en 1995, ne sera qu'un demi-succès.
Au début des années 2000, la marque n'est plus que l'ombre d'elle-même, et malgré un programme de trois milliards de dollars investis dans ses nouveaux modèles Alero et Aurora, les ventes baissent drastiquement. En 2001, GM décide d'abandonner la marque Oldsmobile afin de se recentrer sur Buick et Pontiac. La dernière voiture produite par la marque, une Oldsmobile Alero, sortira des chaînes le 29 avril 2004. Ce modèle était censé rajeunir l'image de marque, et en dépit d'un équipement complet et d'un design réussi, ce fut le dernier produit.

## Modèles
- Oldsmobile Curved Dash (1901-1907)
- Oldsmobile Limited Touring
- Oldsmobile 40
- Oldsmobile 53
- Oldsmobile 66 (en) (années 1940)
- Oldsmobile 88 (1949-1999)
- Oldsmobile 98 (1941-1996)
- Oldsmobile Series 60 (en) (1939-1948)
- Oldsmobile Series 70 (en) (1946-1950)
- Oldsmobile Series 90 (1941-1996)
- Oldsmobile 442 (1968-1971)
- Oldsmobile Cutlass (en) (1964-1999)
- Oldsmobile Custom Cruiser (en) (1971-1992)
- Oldsmobile Vista Cruiser (1964-1977)
- Oldsmobile F-85 (en) (1961-1963)
- Oldsmobile Toronado (1966-1992)
- Oldsmobile Starfire (1975-1980)
- Oldsmobile Firenza (en) (1982-1988)
- Oldsmobile Aerotech (1987-1992): voiture expérimentale (différentes versions)
- Oldsmobile Achieva (en) (1992-1998)
- Oldsmobile Alero (1999-2004)
- Oldsmobile Aurora (1995-2003)
- Oldsmobile Bravada (1991-2004)
- Oldsmobile Intrigue (1998-2002)
- Oldsmobile Silhouette (1990-2004)

## Galerie

Oldsmobile 10HP Tonneau 1904.
Oldsmobile 7HP Curved-dash runabout 1904.
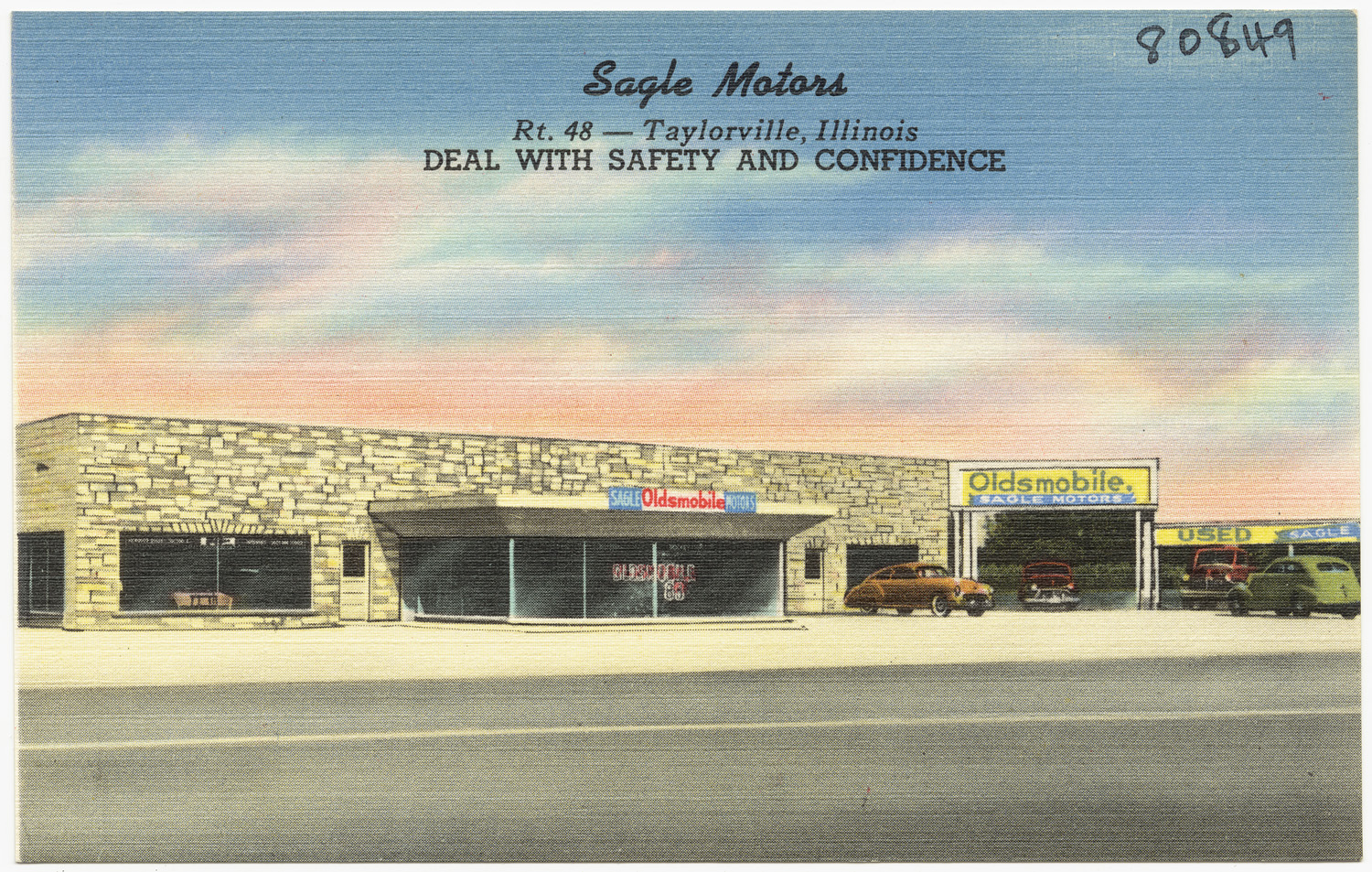
Concessionnaire Oldsmobile en Illinois, période de 1930 à 1945.
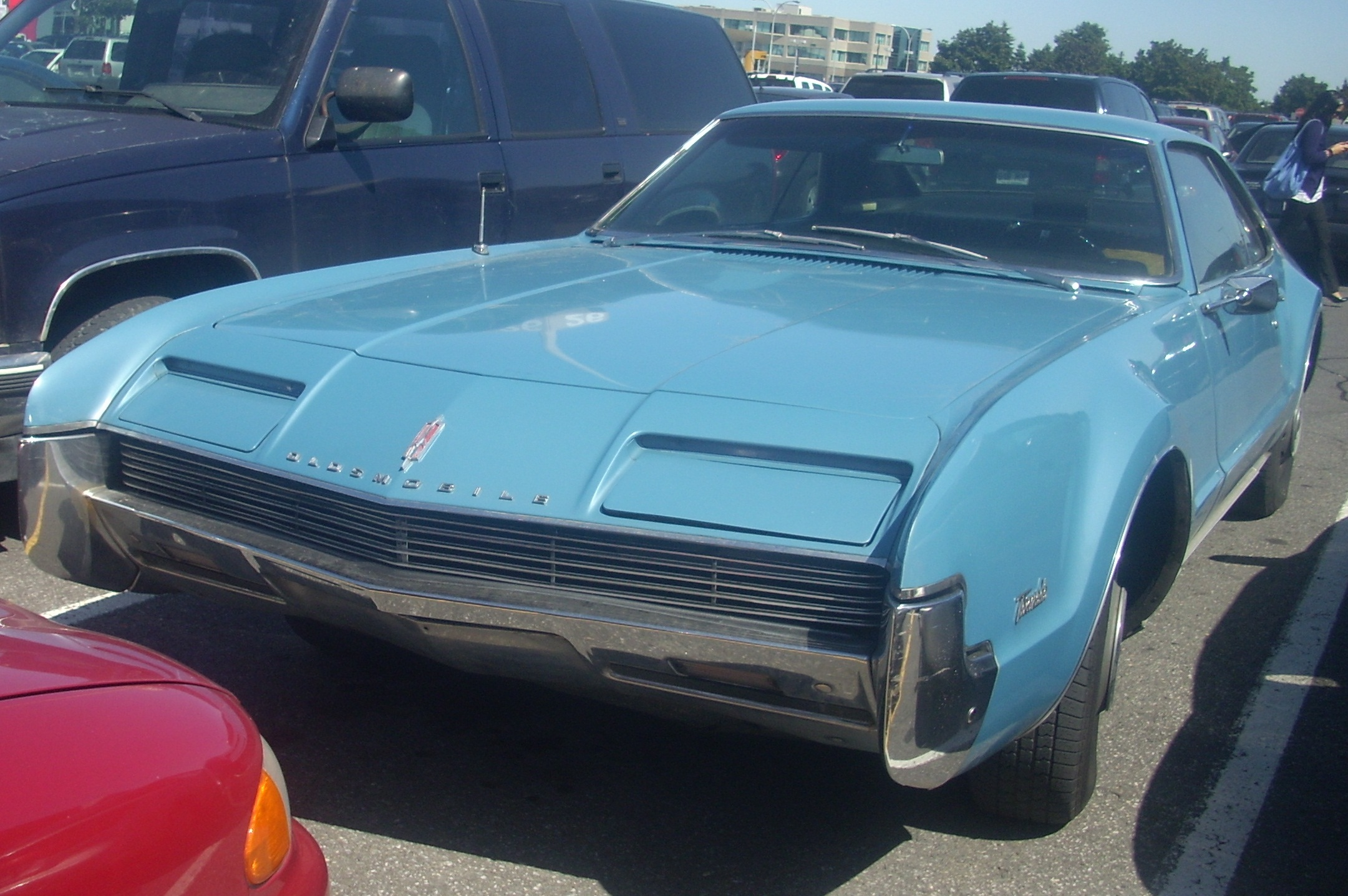
Une Oldsmobile Toronado au Québec (Canada).
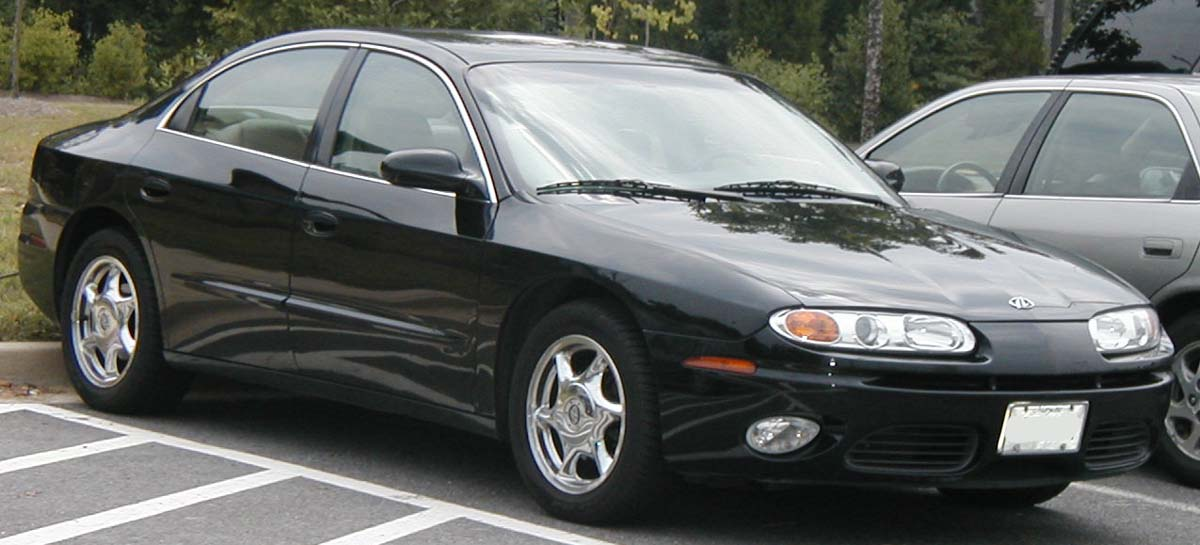
Une Oldsmobile Aurora, modèle de 2001 à 2003.

## Compétition

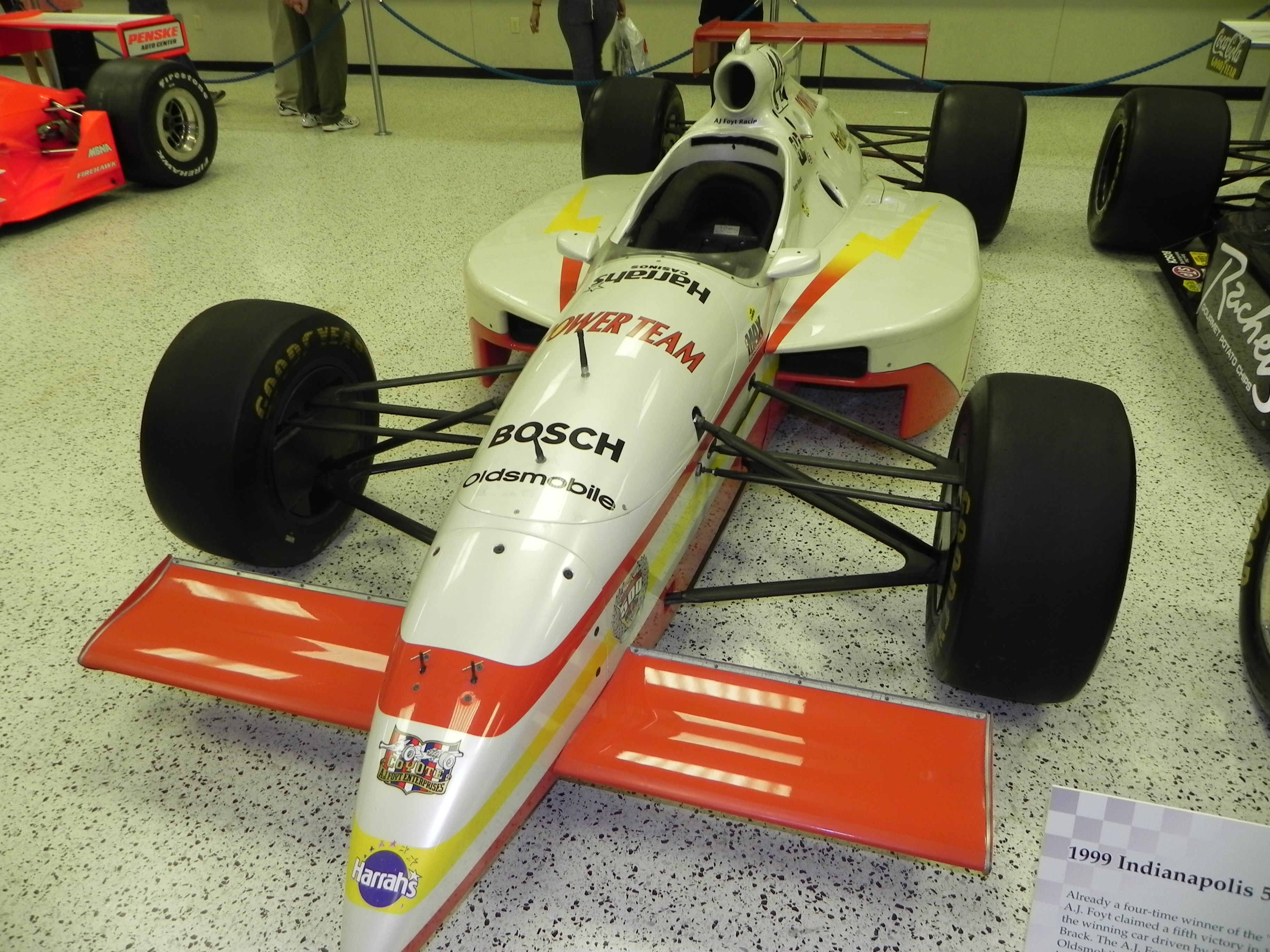
La Dallara-Oldsmobile de Kenny Bräck, vainqueur des 500 miles d'Indianapolis 1999.

### IndyCar
Le constructeur remporte le titre constructeur en IndyCar Series en 1997, 1998, 1999, 2000 et 2001.